# Scott Turow
Scott Turow (Chicago, Estados Unidos, 12 de abril de 1949) es un escritor y abogado estadounidense especializado en novelas de ficción legal. Sus obras han sido traducidas a 20 idiomas diferentes, han vendido más de 25 millones de copias y algunos han sido llevados al cine.

## Libros

### Novelas de ficción legal
- Presunto inocente (Presumed Innocent, 1987), trad. de Juan Sainz de Robles, publicada por Mondadori en 1988 y trad. de Raquel Albornoz, publicada por Ediciones B en 1990.
- El peso de la prueba (The Burden of Proof, 1990), trad. de Carlos Gardini, publicada por Ediciones B en 1991.
- Presunto culpable (Pleading Guilty, 1993, también titulada Me declaro culpable), trad. de Víctor Pozanco, publicada por Ediciones B en 1994.
- Demanda infalible (Personal Injuries, 1999), trad. de Jofre Homedes, publicada por Plaza & Janés en 2000.
- Errores reversibles (Reversible Errors, 2002), trad. de Montserrat Vía Giménez, publicada por El Aleph en 2003.
- Punto débil (Limitations, 2006), trad. de Ana Andrés Lleó, publicada por Mondadori en 2008.
- Inocente (Innocent, 2010), trad. de Montserrat Gurguí y Hernán Sabaté, publicada por Mondadori en 2010.
- Identical (2013), no publicada en español.

### Otras novelas
- Las leyes de nuestros padres (The Laws of Our Fathers, 1996), trad. de María Antonia Menini, publicada por Ediciones B en 1997.
- Heróes corrientes (Ordinary Heroes, 2005), trad. de Carme Geronès, publicada por Mondadori en 2003.

### Obras de no ficción
- One L (1977)
- Ultimate Punishment: A Lawyer's Reflections on Dealing with the Death Penalty (2003)

## Obras adaptadas a la pantalla
- Presumed Innocent (1990, dirigida por Alan J. Pakula). Película
- El peso de la prueba (The Burden of Proof, 1992). Miniserie para televisión
- Errores reversibles (Reversible Errors, 2004). Miniserie para televisión
- Presumed Innocent (2024, disponible en AppleTV+).

- Datos: Q451136
- Multimedia: Scott Turow / Q451136